# Lew Soloff
Lew Soloff (ur. jako Lewis Michael Soloff 20 lutego 1944 w Brooklynie, zm. 8 marca 2015 w Nowym Jorku) – amerykański muzyk, kompozytor i pedagog, najbardziej znany jako członek zespołu Blood, Sweat and Tears (1968–1973). Współpracował z najbardziej renomowanymi muzykami jazzowymi, takimi jak: Gil Evans, Clark Terry, Maynard Ferguson czy Carla Bley. Jako instrumentalista pojawił się na ścieżkach dźwiękowych do kilku filmów. Zdobył uznanie również jako pedagog muzyczny.

## Życiorys i kariera muzyczna

### Początki
Lewis Michael Soloff urodził się 20 lutego 1944 roku w Brooklynie (Nowy Jork) w żydowskiej rodzinie, jako syn Benjamina Harolda Soloffa (1907–1982) i Marilyn Soloff (1909–1996). Wychowywał się w Brooklynie i Lakewood. Mając 5 lat rozpoczął naukę gry na fortepianie, a mając 10 lat – na trąbce. W zbiorach muzycznych dziadka i wuja uwagę jego zwróciły nagrania Louisa Armstronga, Dizzy'ego Gillespiego i Milesa Davisa. Studiował 5 lat w Juilliard Preparatory School, a następnie w Eastman School of Music (1961–1965). Podczas studiów w Eastman grał z Chuckiem Mangione. W 1966 roku grał z Maynardem Fergusonem i Gil Evans Orchestra, a także z zespołami Clarka Terry’ego i Eddiego Palmieriego.

### Blood, Sweat and Tears
W 1968 roku dołączył do zespołu Blood, Sweat & Tears. Wkrótce po podpisaniu z nim kontraktu zagrał w przeboju „Spinning Wheel”, który znalazł się na zatytułowym nazwą zespołu albumie, uhonorowanym w 1970 roku nagrodą Grammy w kategorii Album roku. Zagrał na trąbce i skrzydłówce w licznych utworach zespołu. Odbywał z nim trasy koncertowe po świecie, ale w 1973 roku odszedł pragnąc realizować się w ramach własnej inwencji muzycznej, która, według niego, lepiej go definiowała.

### Późniejsza działalność
Po odejściu z Blood, Sweat & Tears był blisko związany z Gilem Evansem, grał także z Concert Jazz Band George’a Gruntza, Manhattan Jazz Quintet i Carlą Bley. Grał również, zarówno w studiu jak i na koncertach, z takim artystami jak: Tony Bennett, Elvis Costello, Marianne Faithfull, Aretha Franklin, Lou Reed, Frank Sinatra, Paul Simon i Barbra Streisand.
W 1982 roku uczestniczył w realizacji ścieżki dźwiękowej do filmu Koyaanisqatsi Godfreya Reggio.
W latach 80. był członkiem zespołu Members Only. W 1983 roku dołączył do Manhattan Jazz Quintet, z którym nagrał ponad 20 albumów. Zespół był bardzo popularny w Japonii. W 1983 roku zaczął również nagrywać płyty z własnym zespołem.
W 1984 roku uczestniczył w realizacji ścieżki dźwiękowej do filmu Cotton Club w reżyserii Francisa Forda Coppoli, a w następnym roku – do filmu Insignificance.
W 2004 roku dołączył (razem z puzonistą basowym Davidem Taylorem) do zespołu Manhattan Brass, wnosząc do jego brzmienia swoje doświadczenia jazzowe.

### Śmierć
Zmarł nagle na atak serca 8 marca 2015 roku. Pozostawił dwie córki: Laurę Solomon i Lenę Soloff. Zespół na swojej stronie internetowej oświadczył: „Jesteśmy zasmuceni odejściem wspaniałego wychowanka BS&T, Lwa Soloffa. Był gwiazdą, do której porównywano wszystkich wiodących trębaczy w BS&T”.

## Znaczenie
Gdy w połowie lat 60. Lew Soloff wkroczył do świata muzyków wyznaczających trendy na Wschodnim Wybrzeżu, jego twórcze przedsięwzięcia zaowocowały cenionym dorobkiem, dzięki któremu zdobył uznanie na nowojorskiej scenie jazzowej. Jego kariera muzyczna jest wypełniona bogatą serią renomowanych sesji i współpracy na światowym poziomie. Jest znany jako wirtuoz z dużym zakresem skali i mistrzowskim opanowaniem technicznym. Cechuje go doskonała znajomość trąbki, skrzydłówki i sordino. Szczególnie ceniony jest za swoją grę na trąbce piccolo. Zdobył uznanie również jako pedagog muzyczny.

## Edukacja
Był absolwentem Eastman School of Music (1965, tytuł Bachelor of Music).

## Działalność pedagogiczna
Pracował przez blisko 20 lat jako pedagog na wydziale Manhattan School of Music oraz jako wykładowca kontraktowy w Julliard i New School.

## Dyskografia
Na podstawie strony muzyka w Discogs:

### Dyskografia solowa
- Hanalei Bay (1985)
- Yesterdays (1986)
- But Beautiful (1987)
- My Romance (1988)
- Best of Lew Soloff (1988, kompilacja)
- Little Wing (1991)
- With A Song In My Heart (1998)
- Rainbow Mountain (1999)

### z Manhattan Jazz Quintet
- Manhattan Jazz Quintet (1984)
- Autumn Leaves (1985)
- The Sidewinder (1985)
- Live At Pit Inn (1986)
- My Funny Valentine (1986)
- Live At Pit Inn Vol.2 (1986)
- My Favorite Things: Live In Tokyo (1987)
- The Best Of Manhattan Jazz Quintet (1988, kompilacja)
- Manteca (Live At Sweet Basil) (1995)
- Manhattan Jazz Quintet (1995, wznowienie)
- A Dawn In Asia (2000, kompilacja)